# Хазараспиды
Хазараспиды (перс. هزاراسپیان‎, Hazāraspiyān), или Атабеки из Большого Луристана (перс. اتابکان لر بزرگ‎, Atābakān-i Lur-i buzurg) (1155—1424) — курдская династия, владевшая регионом Загросских гор на юго-западе Ирана, в основном в Лурестане и соседних частях Фарса. Существовала во времена поздних Сельджуков, Ильханов, Музаффаридов и Тимуридов.

## Этимология
Хотя основателем династии был Абу Тахир ибн Мухаммед, она была названа в честь его сына и преемника — Малика Хазараспа. Название династии происходит из персидского языка и означает «тысяча лошадей».

## История
Основателем династии считается Абу Тахир абн Мухаммед, потомок шабанкарского вождя Фадлуи, который сначала состоял командиром конницы Сальгуридских Фарсов, был назначен губернатором Кохгилуйе и отправлен в 1148 году на завоевание Большого Луристана. Однако когда Абу Тахир подчинил эту провинцию и получил почетный титул атабек, он объявил себя независимым властителем Лурестана и расширил свое царство до Исфахана. Столицей новой династии стал город Идадж (современный Изе).
В долгое правление его сына Малика Хазараспа Луристан процветал. Он провел успешную кампанию против Сальгуридов и помогал хорезмшаху Джелал ад-Дин Менгуберди в его борьбе с монгольскими завоевателями. Следующий правитель Такла, сын Хазараспа, отразил четыре похода атабеков Фарса и ещё один — из Хузистана, отправленный багдадским халифом. Когда в Иран вступила монгольская армия во главе с ханом Хулагу, Такла подчинился ей. Он сопровождал Хулагу во время похода Багдад, но дезертировал, возмутившись гибелью последнего Аббасидского халифа и жестокостями завоевателей по отношению к остальным местным мусульманам. Однако хан, утверждая, что не держит на него зла, выманил Таклу из крепости Манджашт в Тебриз, где его поймали и казнили по приказу Хулагу.
Власть над Луристаном перешла ко второму сыну Хазараспа, Алп-Аргуну. Его сын Юсуф-шах получил от ильханского правителя Абака-хана, при дворе которого служил, подтверждение своей власти. Он следовал за монголами в войне против владетеля Бухары Барак-хана, в награду за что смог расширить свою территорию. Он и добавил Хузистан, Кугилуйю, Фирузан (около Исфахана) и Гольпайеган к своим владениям. Его сын Афрасиаб I сделал попытку распространить свой контроль на побережье Персидского залива. После смерти Аргун-хана он овладел Исфаханом, убив местного монгольского наместника, и назначил своих губернаторов в Хамадан и Фарс, но столкнулся с жесткой оппозицией монголов, победивших его армию в Кухруди у Кашана. Осаждённый в Манджаште Афрасиаб I запросил мира и предстал перед новым ильханом Гайхату, даровавшим своему вассалу прощение и восстановившим на престоле. После возвращении в Луристан Афрасиаб перебил многих своих родственников. Воцарившийся в 1295 году Газан-хан поначалу поддерживал его, но в октябре 1296 года казнил его по доносу правителя Фарса.
Правителем был провозглашён брат казённого — Ахмад, многие годы проживший при дворе ильхана в Тебризе. По примеру своего повелителя Газан-хана он также проводил реформы, в том числе преобразовал администрацию на монгольский манер. Он также строил медресе, покровительствовал ученым и факихам. При его сыне Юсуф-шахе II и внуке Афрасиабе II де-факто независимый от монголов Луристан процветал. В первой половине XIV века Юсуф-шах II аннексировал города Шуштер, Ховейзе и Басру.
Однако затем последовал упадок. Атабек Нур ал-Вард в краткие сроки своим мотовством истощил всю казну, а при его преемнике и двоюродном брате Шамс аль-дин Пашанге династия оказалась втянута в междоусобную войну их соседей Музаффаридов (на стороне Шах-Шуджи против Шах-Махмуда), и столица Хазараспидов временно перешла в руки последних, пока оккупанты не были вынуждены отступить. После смерти самого Пашанга в 1378 году у Хазараспидов началась собственная междоусобица — борьба между двумя его сыновьями Малик Пир-Ахмадом и Хушангом.
Вскоре начались завоевания Тимура, и Пир-Ахмад присягнул ему в Рамхурмузе, благодаря чему сохранил свои владения. Уже наследник Тимура Пир-Мухаммед некоторое время продержал Пир-Ахмада под стражей, но в итоге освободил. Однако после возвращения на родину последний погиб во время народного восстания в 1412 году. Его внук Хусайн-шах был в 1424 году убит собственными родственниками, и власть перешла к последнему Хазараспиду — троюродному брату Гийас ад-дину, который в том же году был побеждён и свергнут Ибрагим-Султаном, сыном тимуридского правителя Шахруха, тем самым положившим конец
династии.

## Правители
1. Абу Тахир ибн Мухаммед (1155—1203 гг.)
2. Малик Хазарасп (1204—1248 гг.)
3. Имад аль-Дин ибн Хазарасп (1248—1251 гг.)
4. Нусрат аль-Дин (1252—1257 гг.)
5. Такла (1257—1259 гг.)
6. Шамс аль-Дин Альп Аргун (1259—1274 гг.)
7. Юсуф-шах I (1274—1288 гг.)
8. Афрасиаб I (1288—1296 гг.)
9. Нусрат аль-Дин Ахмад (1296—1330 гг.)
10. Юсуф-шах II (1330—1340 гг.)
11. Мухаффар аль-Дин Афрасиаб II (1340—1355 гг.)
12. Шамс аль-Дин Пашанг (1355—1378 гг.)
13. Малик Пир-Ахмад (1378—1408 гг.)
14. Абу Саид (1408—1417 гг.)
15. Хусайн-шах (1417—1424 гг.)
16. Гийас аль-Дин (1424)